# 友野英俊
友野 英俊（ともの ひでとし、1971年8月9日 - ）は、日本の元お笑い芸人、放送作家。
兵庫県姫路市出身。吉本興業所属。

## 略歴
学生時代はとんねるずの熱心なファンだった。1989年に、東京吉本の吉本バッタモンクラブのオーディション合格によりデビューする。その後、桧博明と「桧・友野」を結成。しかしあくまでも正式なコンビではなく、友野からの提案で「コサキンやWコウジみたいな感覚でやろう」という形で組まれたという。但し当時の吉本興業の公式プロフィール、舞台や出演番組ではコンビとして扱われる場合もあり、出演番組によっては「桧&友野」の表記も混在する。その後は銀座7丁目劇場を拠点に活動。
一時期、銀座7丁目劇場限定でなかよし、ウルグアイパラグアイ（後のじゃぴょん）、チープスープと共に「平成友野ジュース」というユニットとしても活動していた。そのユニットライブに、当時吉本に在籍していたダブルモッシュ（現:Hi-Hi）の岩崎一則も複数回ゲスト出演してる。
2001年、元ジャリズムの山下しげのりと、ガリッパナを結成するが、2003年に解散した。
2007年、コミックヨシモト創刊の際に、漫画家のアシスタントとして派遣された。
2009年に小説家の桜庭一樹と結婚したが、2014年に2011年の末に既に離婚していたことを発表した。
2018年1月に北海道中標津町に移住。その後は北海道を活動拠点に、東京を行き来しつつ同町在住で札幌吉本やFMなかしべつ放送の企画の持ち込み、吉本主催のライブイベントなど放送作家として活動していた。
その後はFIGHTING TV サムライの番組の構成や、吉本主催のライブ企画、全日本プロレスやDDTプロレスリング等のイベントの構成を中心に担当してる。

## 人物
- 芸人としての原点は、中学1年時に『4時ですよーだ』の素人オーディションコーナーに出演し、尊敬していたダウンタウンの楽屋に入り込んで挨拶をしに行ったことをきっかけにたびたび劇場の楽屋に侵入してゆく関係となったこと。その後お笑い芸人を目指し東京へ行こうとするが、新大阪駅で新幹線に乗り遅れ途方に暮れているところに偶然浜田雅功と遭遇、その場で浜田から強烈な上下関係を叩きこまれた事から先輩恐怖症となり、その後の活動を萎縮してしまう。しかしデビュー後はダウンタウンファミリーに加わり、松本人志派に移行する。
- 上記のダウンタウンも含め、憧れの著名人には全く臆さず面会に行く性格である。これまでに西部邁、石原慎太郎、立川談志、野末陳平などに突撃した。畑正憲もその中の一人で、直接ムツゴロウ王国に電話して3週間ほど滞在したことがあり、後の北海道移住につながっている。
- デビューのきっかけとなったのは「野沢直子の弟分オーディション」であり、以来野沢直子には公私ともに世話になっているという。
- 今田耕司、山下しげのりと共にパンクラス道場P's LABに通っていた事がある。
- 関西出身だが大阪のお笑いを一切通過しておらず、吉本新喜劇も実際に仕事で携わるまで見たことがなかった。
- 本格的に放送作家に転身するまで、『踊る!さんま御殿!!』の前説を10年以上続けていたことを加藤浩次にラジオで明かされる。かつて番組の総合演出を務めていた菅賢治の著書でも友野の才能に一目置いている。

## 主な出演番組
バラエティ
- LIVE笑ME!!
- ビレッジ吉本
- 吉本東京新発売
- DABO銀
- 踊る!ほっとけさん
- ライオンのいただきます
- ダウンタウンのガキの使いやあらへんで!!
- ビートたけしのお笑いウルトラクイズ
- あなあきロンドンブーツ
- わらいのじかん
- 快傑!コウジ園
- マガ不思議
- 急性吉本炎
- 今ちゃんの中野探検隊
- キャくれ家

バラエティ
- Mr.MARIC PRESENTS～サイキックシアター～Mr.マリック超魔術V「KENJIが来た！」（1990年）

映画
- Monkfish Dream（野沢直子監督・脚本）

CM
- ラビット

## 担当番組
- ピロロン学園
- 発掘!ブレイクネタ　芸人!芸人!!芸人!!!
- M-1グランプリ
- コントニュー2013

## 著書
- 覚悟を決めると楽になる（北井孝英著、知道出版、2020年8月13日発行）小橋建太、秋山準、北井孝英との座談会に参加